# Glenea babiana
Glenea babiana là một loài bọ cánh cứng trong họ Cerambycidae.